# Толић (Удбина)
Толић је насељено мјесто у Лици, у општини Удбина, Личко-сењска жупанија, Република Хрватска.

## Географија
Толић је удаљен око 14 км сјеверозападно од Удбине. Налази се у средишњем дијелу Крбавског поља.

## Историја
Толић се од распада Југославије до августа 1995. године налазио у Републици Српској Крајини. До територијалне реорганизације у Хрватској насеље се налазило у саставу бивше велике општине Кореница.

## Становништво
Према попису из 1991. године, насеље Толић је имало 68 становника, од којих је било 52 Срба, 15 Хрвата и 1 Југословен. Према попису становништва из 2001. године, Толић је имао 13 становника. Толић је према попису из 2011. године имао 9 становника.
| Националност       | 1991. | 1981. | 1971. | 1961. |
| Срби               | 52    | 65    | 103   |       |
| Југословени        | 1     | 15    |       |       |
| Хрвати             | 15    | 24    | 34    |       |
| остали и непознато |       |       | 3     |       |
| Укупно             | 68    | 104   | 140   | 201   |

| Демографија | Демографија | Демографија |
| Година      | Становника  | Становника  |
| ----------- | ----------- | ----------- |
| 1961.       | 201         |             |
| 1971.       | 140         |             |
| 1981.       | 104         |             |
| 1991.       | 68          |             |
| 2001.       | 13          |             |
| 2011.       |             | 9           |